# Yonder Alonso
Yonder Alonso (ur. 8 kwietnia 1987) – kubański baseballista występujący na pozycji pierwszobazowego w Cleveland Indians.

## Przebieg kariery
Alonso studiował na University of Miami, gdzie występował w drużynie uniwersyteckiej Miami Hurricanes, z którą w 2008 zwyciężył w College World Series. W tym samym roku został wybrany w pierwszej rundzie draftu z numerem siódmym przez Cincinnati Reds i początkowo występował w klubach farmerskich tego zespołu, między innymi w Louisville Bats, reprezentującym poziom Triple-A. W Major League Baseball zadebiutował 1 września 2010 w meczu przeciwko Milwaukee Brewers jako pinch hitter.
W grudniu 2011 w ramach wymiany zawodników przeszedł do San Diego Padres. W swoim pierwszym pełnym sezonie rozegrał 155 meczów, a w głosowaniu do nagrody dla najlepszego debiutanta zajął 6. miejsce.
W grudniu 2015 w ramach wymiany przeszedł do Oakland Athletics. W lipcu 2017 został  po raz pierwszy w karierze wybrany do składu na Mecz Gwiazd MLB. W sierpniu 2017 w ramach wymiany przeszedł do Seattle Mariners.
W grudniu 2017 podpisał dwuletni kontrakt z Cleveland Indians.

## Nagrody i wyróżnienia
| Nagroda/wyróżnienie | Lata | Źródło |
| All-Star            | 2017 | [ 9 ]  |